# Denny Duquette
Denny Duquette fue un personaje ficticio de la serie Grey's Anatomy de la cadena ABC interpretado por Jeffrey Dean Morgan.

## Historia
Su primera aparición Fue en la segunda temporada Del capítulo 13. Denny era paciente del doctor Preston Burke. En la segunda temporada, tras un problema con su corazón, Izzie es la interna que ayuda al cirujano cardiotorácico en su tratamiento. Denny e Izzie se enamoran, provocando ciertos problemas en su entorno, ya que una doctora no puede enamorarse de un paciente. Cuando Izzie descubre que su novio no está el primero en la lista de trasplantes, sino el segundo, decide cortar los cables para provocarle una recaída y ocupar así la primera posición. Tras ello, es operado por la doctora Erica Hahn y le pide matrimonio a Izzie. En el final de la segunda temporada ella le dice que sí pero se debe ir porque la doctora Miranda Bailey sospecha que fue Izzie quien cortó los cables que lo mantenían vivo. Más tarde sube a la habitación de Denny y mientras ella está en el ascensor él muere debido a un coágulo en el corazón, dejándole a Izzie como herencia un cheque de 8.700.000 dólares el cual ella no se animaba a depositar en el banco. Más adelante, ese dinero se invertirá en abrir una clínica publica en el mismo hospital, a su nombre.
En la tercera temporada, cuando Meredith está entre la vida y la muerte, tiene una charla con él, ya como fantasma. En la quinta vuelve a aparecer como síntoma del cáncer de Izzie.